# Sonic Advance 2
Sonic Advance 2 es un videojuego desarrollado por SEGA en 2002 para la Game Boy Advance. Este juego es el segundo de la serie Sonic que aparece para una portátil de Nintendo, continuando así la línea marcada por su antecesor, Sonic Advance.

## Modo de juego
Básicamente, Sonic Advance 2 tiene las mismas características que su antecesor, Sonic Advance. Comparado con este, Sonic Advance 2 contiene zonas más largas y, por consiguiente, un aumento de la dificultad general del juego. Muchos actos comienzan en una esquina del mapa, y hacen que se tenga que decidir entre "subir" o "bajar". Todos los actos están pensados para correr sin parar, esquivando los obstáculos del camino siendo uno de los juegos de Sonic más rápidos y simples en 2D.
En cada acto hay repartidos 7 Anillos Especiales. Consiguiéndolos y completando la zona en cuestión (sin morir) se puede acceder a una Fase Especial, donde se puede conseguir una Esmeralda del Caos.
Al igual que las zonas normales, todas las luchas contra los Jefes de este juego, excepto el Jefe Final, tienen lugar "a carrera", es decir, corriendo sin parar por un escenario horizontal.

## Personajes

### Sonic the Hedgehog
- Salto Normal: Pulsando el botón A una vez. Sonic saltará a una altura dos veces superior a la de su cuerpo (aproximadamente).
- Proteger: Mientras salta, vuelve a pulsar A. Aparecerá sobre Sonic una pequeña aureola.
- Spin Dash: Pulsando el botón de abajo y después A, Sonic rodará de manera muy rápida.
- Patada Baja: Pulsa el botón B, y hará una "Patada baja" que es como si se arrastrara en realidad
- Rebote: Al presionar el botón B durante el salto Sonic rebotará como si fuera una pelota de goma.

### Miles "Tails" Prower
- Salto Normal: Pulsando el botón A una vez. Tails saltará a una altura dos veces superior a la de su cuerpo, aproximadamente.
- Volar: Pulsando después de saltar A, Tails empezará a volar. Cuantas más veces se pulse dicho botón, más alto volará el zorro. Pero Tails no puede estar en ese estado infinitamente (vuela 8 segundos).
- Spin Dash: Pulsando el botón de abajo y después A, Tails rodará de manera muy rápida.
- Coletazo: Pulsando una vez B, Tails golpeará con sus colas. Es un movimiento de poco alcance.

### Knuckles the Echidna
- Salto Normal: Pulsando el botón A una vez. Knuckles saltará a una altura dos veces superior a la de su cuerpo, aproximadamente.
- Planear: Pulsando A mientras el equidna salta, Knuckles empezará a planear por los cielos.
- Spin Dash: Pulsando el botón de abajo y después A, Knuckles rodará de manera muy rápida.
- Golpear: Pulsando B en repetidas ocasiones, Knuckles usará sus puños y ejecutará un combo. De alcance corto.
- Trepar: Si planeas hacia una pared, Knuckles se enganchará a ella y podrás trepar hacia arriba o hacia abajo. Muy útil para llegar a zonas difíciles de alcanzar.

### Cream the Rabbit
- Salto Normal: pulsando el botón A una vez, Cream saltara a una altura dos o tres veces mayor que su cuerpo.
- Volar: Pulsando A después de saltar, Cream empezará a volar. Cuantas más veces se pulse dicho botón, más alto volará. Pero, Cream no puede estar en ese estado infinitamente. (vuela por 4 segundos)
- Spin Dash: Pulsando el botón A mientras Cream corre, ella empezara a girar sobre sí misma por un corto tiempo
- Chao-Disparo: pulsa B cuando estés cerca de un enemigo, el chao de Cream, Cheese, saldrá disparado para atacar. Este movimiento es tremendamente útil para las batallas con los jefes.

Nota:
este movimiento no servirá de nada si no hay un enemigo cerca. (si te fijas al pulsar B donde no hay enemigos, Cream manda atacar a Cheese, pero esta mira a los lados desconcertada, sin saber a qué atacar).

### Amy Rose
Nota:
Amy no aparece disponible al principio pero al completar el juego con Sonic, Cream, Tails y Knuckles con todas las Chaos Emeralds se desbloquea y puedes jugar con ella.                                                                                                                   
- Salto Normal: pulsando el botón A, Amy saltara a una altura dos o tres veces mayor que su cuerpo.
- Martillo giratorio: al saltar pulsa A y amy girará con su martillo pudiendo destruir cualquier enemigo, aunque con un salto también los destruye.
- Spin Dash: Amy puede realizar el Spin Dash pero es diferente, ella en vez de enrollarse, está corriendo y cuando sueltas sale enrollada.
- Martillo: cuando presionas el botón B, Amy pega con su martillo.

## Zonas
- Leaf Forest Zone (Zona del Bosque de Hojas)
- Hot Crater Zone (Zona del Cráter Ardiente)
- Music Plant Zone (Zona de la Planta Musical)
- Ice Paradise Zone (Zona del Paraíso de Hielo)
- Sky Canyon Zone (Zona del Cañón del Cielo)
- Techno Base Zone (Zona de la Tecno Base)
- Egg Utopia Zone (Zona de la Utopía Huevo)
- XX Zone (Zona XX)
- True Area 53 (Verdadera Área 53)

- Datos: Q2748684